# 向西兵庫
向西 兵庫（むこうにし ひょうご、1868年1月12日（慶応3年12月18日）- 没年不詳）は、日本の陸軍軍人。最終階級は陸軍中将。

## 経歴
安芸国広島城下（現：広島県広島市）出身。1893年（明治26年）5月、陸軍士官学校（4期）を卒業。1894年（明治27年）3月、歩兵少尉に任官。日清戦争に出征。歩兵第43連隊付、陸軍中央幼年学校中隊付などを経て、1901年（明治34年）11月、陸軍大学校（15期）を優等で卒業。歩兵第12連隊中隊長を経て参謀本部に配属となり、日露戦争では大本営兵站総監部参謀として出征。後、ドイツ駐在を経験した。
1912年（大正元年）9月、陸軍歩兵学校教育部長となり、同年11月、歩兵大佐に昇進。1913年（大正2年）6月、陸士生徒隊長に転じ、以後、教育総監部第2課長、歩兵第6連隊長を歴任。1917年（大正6年）8月、陸軍少将に進級し青島守備歩兵隊司令官として中華民国青島市に赴任。1918年（大正7年）7月、青島守備軍参謀長に転じた。
1920年（大正9年）8月、歩兵第2旅団長となる。1922年（大正11年）8月、陸軍中将に進み、第11師団長に親補された。1926年（大正15年）3月に待命となり、予備役に編入された。
1947年（昭和22年）11月28日、公職追放仮指定を受けた。

## 栄典
- 1894年（明治27年）5月1日 - 正八位[2]
- 1922年（大正11年）9月11日 - 従四位[3]
- 1924年（大正13年）12月1日 - 正四位[4]